# Palne de Laval
Palne Patrik Johan de Laval (i riksdagen kallad de Laval i Falun), född 27 november 1804 i Fivelstad ssocken, Östergötlands län, död 7 februari 1883 i Falun, var en svensk jurist, ämbetsman och politiker.
de Laval blev 1819 student vid Uppsala universitet, där han avlade examen till rättegångsverken 1822 och kameralexamen samma år. Han blev auskultant i Svea hovrätt samma år, extra ordinarie landskanslist i Kopparbergs län 1827, vice häradshövding 1830 och länsnotarie i Kopparbergs län 1831. ;de Laval var landssekreterare i Kopparbergs län 1840–1879. Som politiker var han ledamot av riksdagens första kammare 1867–1870 för Kopparbergs läns valkrets.